# 西鲁穆盖
西鲁穆盖（Sirumugai），是印度泰米尔纳德邦Coimbatore县的一个城镇。总人口19475（2001年）。

## 人口
该地2001年总人口19475人，其中男性9905人，女性9570人；0—6岁人口1775人，其中男907人，女868人；识字率69.62%，其中男性为75.97%，女性为63.05%。